# José Antonio Benjumeda y Fernández
José Antonio Benjumeda y Fernández (Cádiz, 1817-ib., 17 de marzo de 1888), fue un médico militar español radicado en Cuba y hombre de negocios.

## Biografía
Hijo del ilustre médico y decano José Benjumeda y Gens, estudió en la Facultad de Medicina de Cádiz, terminando en 1838. En 1841 es nombrado segundo profesor. 
A fines de enero de 1856 renunció al optar en propiedad por la plaza que desempeñaba interinamente de oficial médico del Cuerpo de Sanidad del Ejército Español. 
Contrajo matrimonio en el Sagrario de la Catedral de La Habana con Úrsula Miranda Imbrechts en 1848.

### Médico militar
Pasa a las colonias como médico de sanidad militar y es propuesto para La Habana en sustitución de Carlos Piña. En 1842 la Junta del Almirantazgo lo asciende a primer director y se incorpora como facultativo al Hospital de San Ambrosio de La Habana en sustitución de Luis Genebriera. A consecuencia de una enfermedad solicita y se le concede a partir de 1847 la licencia para retirarse del servicio militar con uso de fuero y uniforme. A fines de enero de 1856 renunció al optar en propiedad por la plaza que desempeñaba interinamente de oficial médico del Cuerpo de Sanidad del Ejército Español.

### Profesor

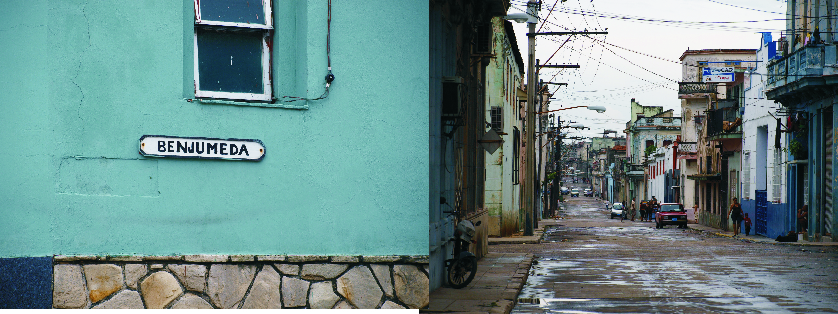
Fotografía actual de la calle Benjumeda en la parte vieja de La Habana, Cuba.

Al secularizarse la Real y Pontificia Universidad de La Habana en 1842, fue nombrado catedrático supernumerario de la recién creada cátedra de ejercicios de disección de primer y segundo curso y ejercicios de osteología, siendo por tanto el iniciador de estos estudios en la universidad habanera.
En 1845, por renuncia de su propietario, fue encargado además de la suya, de la cátedra de anatomía descriptiva práctica y general de primer y segundo curso, hasta el siguiente año en que quedó al frente solamente de la de anatomía descriptiva, en la que fue ascendido a numerario propietario en 1847.                   
Fue miembro fundador de la Real Academia de Ciencias Médicas, Físicas y Naturales de La Habana, en la que fue elegido el 3 de marzo de 1861 y pasó a corresponsal el 10 de julio de 1864. Ocupó el sillón n.º 8 de la Sección de Medicina y Cirugía. Fue asiduo colaborador del Observador Habanero de La Habana que editaba Julio Jacinto Leriverend y se difundía por toda Cuba. Publicó una muy importante monografía Memoria sobre la fiebre amarilla observada en la Habana durante un período de 23 años (Cádiz, 1870, 73 páginas).

### Negocios
De regreso a España a los 61 años se instaló con la familia en Cádiz, primero en calle Murga n.º 20 y luego en plaza de Topete n.º 12. Era propietario y se dedicó a negocios mercantiles y a la inversión en empresas de gas ciudad en San Fernando y salinas en Chiclana. Murió el 17 de marzo de 1888. Actualmente tiene una calle con su apellido en el centro de La Habana antigua.

## Honores
- Caballero de la Real Orden Americana de Isabel La Católica .
- Corresponsal de las Academias Médico-Quirúrgicas de Madrid y Cádiz.
- Socio de Número de la Academia de Ciencias Médicas, Físicas y Naturales de La Habana .